# To/Die/For
To/Die/For war eine finnische Dark-Rock-Band aus Kouvola, die 1993 unter dem Namen Mary Ann gegründet wurde und sich 1999 in To/Die/For umbenannte.

## Stil
To/Die/For spielen eine melodiöse Variante des Dark Rock, die Elemente des 80er-Synthie Pop genauso enthält wie solche des melodiösen Power Metal. Durch die eigenwillige Stimme des Sängers Jape Perätalo besitzt die Band einen hohen Wiedererkennungswert, sie liefert Gegnern allerdings auch einen guten Nährboden für Kritik. Ein weiteres Erkennungsmerkmal sind die aufs notwendigste reduzierten Schlagzeugfills, die oftmals nur aus verschieden variierten Anschlägen auf der Bass Drum und der Snare bestehen.
Musikalisch wurden bezüglich der Band vor allem zu Beginn ihrer Karriere oft Vergleiche mit ihren Landsleuten von HIM angestellt, was nach dem zweiten Album allerdings wieder seltener der Fall war. Die Vergleiche rührten nicht zuletzt daher, dass HIM die erste finnische Dark-Rock-Band war, die europaweit massiven Erfolg hatte und deren erste Single ebenfalls eine Coverversion war.

## Geschichte
To/Die/For wurden 1993 als Mary Ann gegründet. Die Band spielte Hard Rock mit leichten Glam-Rock-Elementen und hatte sich nach einem Song von Alice Cooper benannt. 1997 veröffentlichte die Gruppe in Eigenregie ein selbstbetiteltes Album. Für die der 1998 aufgenommene Deeper Sin-EP, die Songs wie Farewell, Dripping Down Red und das Pet-Shop-Boys-Cover It's a Sin enthielt, unterschrieben Mary Ann am 2. Juli 1999 einen Plattenvertrag beim finnischen Label Spinefarm Records. Über die Jahre hatte sich der Stil der Gruppe zum Dark Rock hin entwickelt, weshalb sich Mary Ann zu diesem Zeitpunkt in To/Die/For umbenannten und damit die Geburtsstunde einer neuen Band einleiteten.
Das Debütalbum All Eternity erschien 1999 in Finnland und wurde im Jahr darauf von Nuclear Blast für Deutschland lizenziert. Der darauf enthaltene Song Mary-Ann (RIP) ist als Hommage an den alten Bandnamen zu verstehen. Zur Band gehörten neben Sänger Jape Perätalo die beiden Gitarristen Joonas Koto und Juppe Sutela sowie Bassist Miikka Kuisma und Schlagzeuger Tonmi Lillmann. Mit der Single In the Heat of the Night, einem Cover des gleichnamigen Sandra-Songs, gelangen To/Die/For der Sprung in die nationalen Charts. Die Single stieg darin bis auf Platz 17. Im Herbst 2000 ging die Band zusammen mit Sentenced, In Flames und Dark Tranquillity auf ihre erste Europatournee. Anschließend verließ jedoch Bassist Miikka Kuisma die Band und wurde von Marko Kangaskolkka ersetzt, der früher schon einmal bei Mary Ann gespielt hatte.
Das zweite Album Epilogue erschien im Mai 2001. Die Singleauskoppelung Hollow Heart wurde To/Die/For's erster Top-Ten-Hit in Finnland und stieg bis auf Platz 5 der Charts. Das Album selbst erreichte Platz 10. Im Sommer verließ Gitarrist Juppe Sutela die Band und wurde für die folgende Tour vom späteren Children-of-Bodom-Gitarristen Roope Latvala ersetzt. Die Band tourt in Europa als Support für Lacrimosa. Wieder zurück in Finnland, stieg Mika Ahtiainen als neuer Gitarrist ein. Schlagzeuger Tonmi Lillman spielte zwischen 2000 und 2002 parallel bei der Band Sinergy und ist dort auf den beiden Alben To Hell And Back und Suicide By My Side zu hören.
Im März 2003 erschien nach etlichen Gerüchten über Unstimmigkeiten zwischen Plattenfirma und Band das dritte Album Jaded. Nachdem die Band für Epilogue kein Cover aufgenommen hatte, ist auf diesem Album mit dem Cutting-Crew-Song (I Just) Died in Your Arms erneut eine Fremdkomposition vertreten. Nach Veröffentlichung des Albums nahmen allerdings Businessprobleme ihren Lauf. Die angekündigte Singleauskoppelung Too Much Ain't Enough erschien nie und eine bereits bestätigte Europatour im April desselben Jahres wurde kurzfristig abgesagt. Im August 2003 gab Sänger Jape Perätalo seinen Ausstieg bekannt. Eine Mexikotour im Herbst bestritt die Band mit Juha Kylmanen von For My Pain am Mikro.
Jape Perätalo gründete nach seinem Ausstieg eine neue Band namens Tiaga während Lillman, Koto und Kangaskolkka To/Die/For weiterführen und einen neuen Sänger suchten. Verwirrung entsteht im Frühjahr 2004, als Spinefarm Records Tiaga einen Plattenvertrag anbot, unter der Bedingung, die Band wieder To/Die/For zu nennen. Tiaga unterschrieben den Vertrag und firmierten von nun an wieder unter dem alten Namen. Die Band bestand nun neben Perätalo aus den beiden ehemaligen T/D/F-Gitarristen Juppe Sutela und Mika "Alli" Ahtiainen, den beiden New Dawn Foundation-Mitgliedern Josey Strandmann (Bass) und Santtu Lonka (Schlagzeug) sowie dem ehemaligen HIM- und Mary-Ann-Keyboarder Juska Salminen. Die verbliebenen, ausgebooteten Musiker Tonmi Lillman (Schlagzeug), Joonas Koto (Gitarre) und Marko Kangaskolkka (Bass) gründeten die Thrash-Metal-Band Hateframe.
Das vierte To/Die/For-Album trug den schlichten Titel IV und erschien im März 2005. Erneut war mit New Year's Day von U2 eine Coverversion enthalten. Die Single Little Deaths erreichte Platz 7 der nationalen Singlecharts, das Album landete auf Platz 16. Obwohl mit Koto und Lillman die Hauptarrangeure der Band nicht mehr mit dabei waren, klang die Platte sehr nach den bisherigen Werken der Band und konnte Presse und Fans gleichermaßen überzeugen. Eine Europatour als Headliner folgte im April desselben Jahres in Begleitung ihrer Landsleuten Soulrelic. Nach der Tour verließ Gitarrist Juppe Sutela erneut die Band. Er wurde durch Antza Talala von Soulrelic ersetzt. Im Januar 2006 spielte die Band mit den Brides of Destruction und Prong an der NAMM 2006 ihren ersten Auftritt in den USA. Dagegen nahm sich Keyboarder Juska Salminen eine Auszeit von der Band. Wenig später, im Februar des Jahres, gab auch Gitarrist Mika "Alli" Ahtiainen seinen Ausstieg bekannt. Für ihn kehrte im Mai Joonas Koto in die Band zurück.
To/Die/For veröffentlichten im Oktober 2006 ihr fünftes Album mit dem Titel Wounds Wide Open, das von Peter Tägtgren (Hypocrisy) abgemischt worden ist. Nach einer längeren Pause von vier Jahren erschien die Kompilation Epilogue from the Past - best of, bis am 27. Juli 2012 ein neues Studioalbum mit dem Titel Samsara veröffentlicht wird. Am 26. Juni 2015 veröffentlichte To/Die/For ihr achtes Studioalbum Cult.
Im Juli 2016 beendeten To/Die/For ihre musikalische Karriere.

## Gastmusiker
To/Die/For haben einige Songs mit Frauengesang auf ihren Alben, weswegen sie immer mal wieder Gastsängerinnen ins Studio einladen. Auf All Eternity sind Kimberly Goss (Sinergy) und Elisa Jokelin zu hören, auf Epilogue steht Tanya Kemppainen (Lullacry) hinterm Mikro und auf Jaded sind Jonna Imeläinen und Anna Lukkarinen zu hören. Auf IV ist neben letztgenannter auch Katja Kallio zu hören.
Neben den Gastsängerinnen tauchen auch immer wieder Backgroundsänger auf den Alben auf, so u. a. Marco Hietala von Nightwish.

## Diskografie

### Mary Ann Veröffentlichungen
- 1997: Mary Ann
- 1998: Deeper Sin (EP)

### Alben
- 1999: All Eternity
- 2001: Epilogue
- 2003: Jaded
- 2005: IV
- 2006: Wounds Wide Open
- 2010: Epilogue from the Past - Best Of
- 2011: Samsara
- 2015: Cult

### Singles
- 2000: In the Heat of the Night
- 2001: Hollow Heart
- 2005: Little Deaths
- 2006: Like Never Before